# 月刊コミックZERO-SUM
『月刊コミックZERO-SUM』（コミックゼロサム）は、一迅社（旧：一賽舎）発行の月刊漫画雑誌。

## 概要
メインターゲットは女性である。スクウェア・エニックス発行の『月刊Gファンタジー』の当時のメイン作家、峰倉かずや、高河ゆん、遠藤海成等を引き抜く形で、一賽舎より2002年3月に創刊された（詳細はエニックスお家騒動を参照）。毎月28日発売。増刊として季刊誌『コミックZERO-SUM増刊WARD』があった（2015年休刊）。
2003年から2005年まで「Radio ZERO-SUM」というラジオ番組を放送。（後述）
2005年、本誌の増刊の季刊誌として『コミック百合姫』を創刊。
無料オンラインマガジン『ゼロサムオンライン』が2011年5月10日に配信を開始した。
単行本は「ゼロサムコミックス」として毎月25日に発売される。

## 現在連載中の作品
2025年9月号現在。
- 悪の華道を行きましょう（やましろ梅太、原作：真冬日）：2021年7月号[8] -
- 繰り巫女あやかし夜噺（漫画：提灯あんこ、原作：日向夏）：2025年2月号[9] -
- 暗号解読士 九條キリヤの事件簿（コミック：ましの、原作：桜川ヒロ、キャラクター原案：アオジマイコ）：2024年8月号[10] -
- ヴァンパイア♡溺愛パラダイス（原作：碧井こなつ、漫画：へき）：2025年6月号[11] -
- 泡沫のムジナ（会田小路ちょこぷでぃんぐ）：2024年11月号[12] -
- 乙女ゲームの破滅フラグしかない悪役令嬢に転生してしまった…（ひだかなみ、原作：山口悟）：2017年10月号[13] -
- 怪異の掃除人・曽根崎慎司の事件（原作：長埜恵、漫画：八橋はち）：2025年4月号[14] -
- 花燭の白（高山しのぶ）：2020年2月号[15] -
- 家政魔導士の異世界生活〜冒険中の家政婦業承ります!〜（漫画：おの秋人、原作：文庫妖、キャラクター原案：なま）：2019年10月号[16] -
- 神クズ☆アイドル（いそふらぼん肘樹）：2017年7月号[17]、2018年2月号[17] - 2019年5月号[18]、2019年10月号[16] -
- 神作家・紫式部のありえない日々（D・キッサン）：2021年12月号[19] -
- 彼に依頼してはいけません（雪広うたこ）：2018年5月号[20] -
- 警視庁魔獣対策室 狼刑事と目覚めの賢者（漫画：アズマミドリ、原作：ヨシビロコウ、キャラクター原案：巖本英利）：2024年12月号[21] -
- 後宮の巫女は妃にならない（コミック：あさひまち、原作：貴嶋啓、キャラクター原案：毛玉呂）：2024年9月号[22] -
- 最遊記RELOAD BLAST（峰倉かずや）：2010年2月号[23] - ※不定期掲載[12]
- 事故物件探偵（原作：皆藤黒助、漫画：山川まち、キャラクター原案：世禕）：2025年3月号[24] -
- さいごの魔女のお祝い（安達園丸）：2025年8月号[25] -
- 樹海の魔女（遊行寺たま）：2025年5月号[26] -
- 祝福のチェスカ（乃原美隆）：2024年5月号[27] -
- 女王の狗（ヨシカズ）：2024年10月号[28] -
- 旦那様は終末兵器（雨宮由樹・市原ゆき乃）：2025年1月号[29] -
- にえみこ（アラスカぱん）：2024年11月号[12] -
- 悲劇の元凶となる最強外道ラスボス女王は民の為に尽くします。 The Savior's Pride（原作：天壱、作画：かわのあきこ、キャラクター原案：鈴ノ助、ネーム構成：瀬上あきら）：2025年5月号[26] -
- Fate/Grand Order -mortalis:stella-（白峰、原作：TYPE-MOON）：2017年9月号[30] -
- 復讐は合法的に（原作：三日市零、漫画：和サン）：2025年4月号[14] -
- ふつつかな悪女ではございますが 〜雛宮蝶鼠とりかえ伝〜（漫画：尾羊英、原作：中村颯希、キャラクター原案：ゆき哉）：2021年2月号[31] -
- 宝石商リチャード氏の謎鑑定（あかつき三日、原作：辻村七子、キャラクター原案：雪広うたこ）：2020年1月号[32] -
- ボクラノキセキ（久米田夏緒）：2015年10月号[33] - ←『ゼロサムWARD』より移籍[33]
- 魔法使いの約束 COMIC（仲村柴太郎、原作・シナリオ：都志見文太/coly、キャラクターデザイン原案：ダンミル）：2024年6月号[34] -
- マリエル・クララックの婚約（アラスカぱん、原作：桃春花、キャラクラー原案：まろ）：2018年11月号[35] - 2024年8月号[10]
- 虫かぶり姫（喜久田ゆい、原作：由唯、キャラクター原案：椎名咲月）：2018年10月号[36] -
- 夢なら醒めてよ（片瀬りた）：2024年4月号[37] -
- 夜明けを焦がす星々（氷凪）：2024年10月号[28] -
- Landreaall（おがきちか）：2002年12月号[38] -
- 竜騎士のお気に入り（蒼崎律、原作：織川あさぎ、キャラクター原案：伊藤明十）：2019年3月号[39] -
- ルーチェと白の契約（御巫桃也）：2022年8月号[40] -
- ルームメイトと謎解きを（漫画：そうかはるひ、原作：楠谷佑、キャラクター原案：中村ユミ）：2024年7月号[41] -
- 烈火の血族（原作：夜光花、漫画：honomi、キャラクター原案：奈良千春）：2025年1月号[29] -
- わたしの創った千年王国 天才魔導師の自由気ままな転生無双譚（原作：クレハ、コミック：森野リエタ、キャラクター原案：緋原ヨウ）：2025年9月号[42] -

長期休載作品
- 少年進化論†（くさなぎ俊祈）：2015年11月号[43] -
- LOVELESS（高河ゆん）：2002年5月号 -

## 過去の掲載作品

### あ行
- Are you Alice?（片桐いくみ、原作：二宮愛）：2009年7月号[1] - 2015年8月号[44]
- 愛にトシの差なんて（五十嵐嵐）：2008年1月号 -
- 赤ずきんちゃんは狼さんを泣かせたい!（八条新）：2015年10月号[33] -
- 悪虐聖女ですが、愛する旦那さまのお役に立ちたいです。（とはいえ、嫌われているのですが）（コミック：提灯あんこ、原作：雨川透子、キャラクター原案：小田すずか）：2023年1月号[45] - 2024年9月号[46]
- あけのもり（如歌）：2018年7月号[47] - 2019年5月号[48]
- アダ戦記（堤抄子）
- あにふぁみ!（南京ぐれ子）
- アニメ店長B'店長候補生（真崎はるか）
- アブアビ（よねやませつこ）
- あまつき（高山しのぶ）：2004年9月号[49] - 2017年10月号[13]
- AYAKA-あやか- Muzzle Flash Back!!（黒田リョウ、原作：GoRA、キャラクター原案：redjuice、脚本：蝉川タカマル）：2023年9月号[50] - 2024年5月号[51]
- アンチノミー（さくら真呂）：2012年10月号[52] -
- イクシオン サーガ ED（双葉はづき）：2012年11月号[53] -
- イザヤカク（酒巻行里）： - 2011年1月号[54]
- 祈り姫は空に微笑う（水谷悠珠・かえで透）： - 2010年11月号
- イルベックの精霊術士（石動あゆま）：2013年4月号[55] - 2014年5月号[56]
- inGrid（酒巻行里）：2012年9月号[57] - 2013年9月号[58]
- Weiß Side B（大峰ショウコ、原作：子安武人）
- うつろ舟 Enfant ne coiffe（加倉井ミサイル）
- ♯000000-ultra black-（如月芳規）： - 2011年9月号[59]
- ASB-封魔九星伝-（小杉繭）
- A3! SPRING（ムネヤマヨシミ、原作：リベル・エンタテイメント、キャラクター原案：冨士原良）：2017年7月号[60] - 2018年4月号[61]
  - A3! SUMMER（ムネヤマヨシミ、原作：リベル・エンタテイメント、キャラクター原案：冨士原良）：2018年9月号[62] - 2019年8月号[63]
  - A3! AUTUMN（ムネヤマヨシミ、原作：リベル・エンタテイメント、キャラクター原案：冨士原良）： - 2020年6月号[64]
  - A3! WINTER（ムネヤマヨシミ、原作：リベル・エンタテイメント、キャラクター原案：冨士原良）：2020年10月号[65] -
- エンド・オブ・バロル（空倉シキジ）：2020年8月号[66] -
- 拝み屋横丁顛末記（宮本福助）：2002年8月号[67] - 2017年8月号[67]
- オムメダイ（榧世シキ）：2011年5月号[68] -

### か行
- カーストヘイト（夏野ゆぞ）：2018年4月号[61] - 2020年1月号[32]
- カーニヴァル（御巫桃也）： - 2021年12月号[19]
- 骸盗アリス（くらげ壱）：2015年4月号[69] -
- 学園都市 ヴァラノワール-勇者育成講座-（碧門たかね）：2002年11月号[70] -
- 学天の嵐（神堂あらし）
- 楽屋裏（魔神ぐり子）： - 2010年2月号[71]
  - 楽屋裏-貧乏暇なし編-（魔神ぐり子）：2010年3月号[71] - 2014年5月号[56]
- 彼女の腕は掴めない（理央）： - 2018年10月号[36]
- 神檻（鈴本純）：2015年9月号[72] -
- ガラクタ・ファミリア（小牧街）：2020年7月号[73] -
- カラクリ・ミステリヰ（芳川カズ）：2021年2月号[31] - 2022年11月号[74]
- 騎士団長 島耕作（宮本福助、原案：弘兼憲史、協力：別府マコト）：2019年5月号[48] - 2021年3月号[75]
- 吉祥7（天河藍、原作：里羅琴音）：2012年2月号[76] - 2013年8月号[77]
- 共鳴せよ!私立轟高校図書委員会（D・キッサン）： - 2009年9月号[78]
- 釘付け鎖スピシャス（芹川豆）：2011年10月号[79]
- グリオットの眠り姫（藤村あゆみ、原作：霜月はるか＆日山尚）：2011年2月号[80] -
- CHRONOS-DEEP-（相川有）：2010年6月号[81] -
- 廃虚サークル（渡辺ゆうな、原作：ゆうきあずさ）
- クラブクライム（凛野ミキ）
- グラール騎士団（sion、原作：実弥島巧）：2010年5月号[82] - 2012年1月号[83]
- CLAY・LORD －土の王－（鈴本純）：2013年6月号[84] -
- Gemeinschaft（佐伯弥四郎）
- GETUP! GETLIVE! -ゲラゲラ-（うごんば、ストーリー：渡航、キャラクター原案：由良）：2020年10月号[65] -
- 荒野に煙るは死の香り（ザキコ、原作：牧野圭祐）：2018年11月号[35] - 2019年2月号[85]
- コーセルテルの竜術士物語（石動あゆま）： - 2009年7月号[86]
  - コーセルテルの竜術士〜子竜物語〜（石動あゆま）：2009年11月号[86] -
- こぎつね、わらわら 稲荷神のまかない飯 いただきますっ!（漫画：西実さく、原作：松幸かほ、キャラクター原案：テクノサマタ）：2021年3月号[75] - 2024年11月号[87]
- 金色のコルダ スターライトオーケストラ -COMIC-（漫画：八橋はち、原作：ルビーパーティー、キャラクター原案：高山しのぶ）：2021年11月号[88] - 2024年2月号[89]

### さ行
- 〔zion〕（榧世シキ）
- 災禍の神は願わない（尾羊英）：2019年8月号[63] - 2020年8月号[66]
- 罪科のグリム（蒼崎律）：2017年2月号[90] - 2018年3月号[91]
- 彩の神（上田信舟）
- 最遊記RELOAD（峰倉かずや）： - 2009年8月号[92]
- SEASON12。（峰倉かずや）：2011年5月号[93] - ※イラスト連載[93]
- 執事M（佐倉牡丹）：2014年1月号[94] - 2015年9月号[72]
- 執事に国境なんて（五十嵐嵐）：2010年10月号[95] - 2012年7月号[96]
- 疾風可憐迅雷狐娘!（橘あゆん）
- 死神様とお嫁様（中乃なな花）：2024年1月号[97] - 2025年2月号[98]
- 終焉のエリュシオン（蓮見ナツメ）
- 瞬間ライル（喜久田ゆい、原作：種村有菜）：2015年12月号[99] - 2018年6月号[99]
- ジョーカーの国のアリス〜サーカスと嘘つきゲーム〜（藤丸豆ノ介、原作：QuinRose）
- 少年×少女小説家 男子高校生のかくシごと（木与瀬ゆら、原作：高里椎奈）：2015年7月号[100] - 2016年6月号[101]
- 少年はカッコウを孕む（ありまけいこ）：2018年3月号[91] - 2019年1月号[102]
- 少年羽狩人（喜久田ゆい）：2007年8月号 - 2009年10月号[103]
- JOKE:ЯR'S（くらげ壱）：2012年9月号[57] - 2014年3月号[104]
- しろがねの王 -Fenrir Craft-（碧門たかね）： - 2010年4月号[105]
- switch the volume on Dragon Fruit（naked ape）：2013年3月号[106] - 2014年4月号[107]
- 人外さんの嫁 宵町の巫女（相川有、原案協力：八坂アキヲ）：2018年3月号[91] - 2018年11月号[35]
- ストレンジ・プラス（美川べるの）：創刊号[108] -
- Xenosaga EPISODE I（馬場淳史、原作：株式会社ナムコ）
- 07-GHOST（雨宮由樹＆市原ゆき乃）：2005年6月号[109] - 2013年10月号[110]
- 千一夜ドロップ（五十嵐嵐）：2013年9月号[58] -
- 先生もネット世代（那多ここね）：2019年3月号[39] -
- 千年迷宮の七王子 Seven prince of the thousand years Labyrinth（花鶏ハルノ＆相川有）：2014年10月号[111] -
  - 千年迷宮の七王子 -永久回廊の騎士-（花鶏ハルノ＆相川有）：2017年1月号[112] -
- そにょもにょ（たつねこ）
- それが世界のフツーになる（高木しげよし、原作：綾奈ゆにこ）： - 2015年10月号[33]

### た行
- di〔e〕ce‐ダイス‐（咲木音穂＆山本佳奈）： - 2010年11月号[113]
- 竹取オーバーナイトセンセーション（モゲラッタ、原作：HoneyWorks）：2014年10月号[111] -
- 千歳ヲチコチ（D・キッサン）：2010年10月号[95] - →『ゼロサムオンライン』に移籍[114]
- ツキウタ。 THE ANIMATION（めろ、原作：ふじわら（ムービック）、キャラクター原案：じく）：2016年8月号[115] - 2018年5月号[20]
  - ツキウタ。 THE ANIMATION 2（漫画：朝谷コトリ、原作：ふじわら（ムービック）、キャラクター原案：じく）：2020年12月号[116] - 2022年3月号[117]
- TSUKIPRO THE ANIMATION（朝谷コトリ、原作：ふじわら（ムービック）、キャラクター原案：志島とひろ・沙月ゆう）：2018年9月号[62] -
- 月巫祝のシャシャ（椎隆子）
- DEEMO -Prelude-（庭春樹、原案・原作：Rayark Inc.、シナリオ：藤咲淳一）：2021年5月号[118] - 2022年3月号[117]
  - DEEMO -Sakura Note-（コミック：庭春樹、シナリオ：藤咲淳一、原案・原作：Rayark Inc.）：2022年7月号 - 2023年5月号[119]
- テイルズ オブ ゼスティリア 導きの刻（白峰、原作：バンダイナムコエンターテインメント）：2015年3月号[120] -
- DEATH SCYTHE 悪神狩り（沢田翔）
- 鉄壱智（なるしまゆり）： - 2012年9月号[57]
- テル・セル（遊行寺たま）：2014年3月号[104] - 2016年2月号[121]
- 天球儀 -セフィラノーツ-（瀬之たつね＆高宮あや）：2009年6月号[1] -
- 天使時計 エンジェル・クロック（渡辺ゆうな、原作：ゆうきあずさ）：2013年8月号[77] - 2015年2月号[122]
- 転生したら悪い国の娘でした。（月煮ゆう）：2019年6月号[123] - 2020年7月号[73]
- 転生！太宰治 転生して、すみません（漫画：須賀今日助、原作：佐藤友哉）：2020年2月号[15] - 2022年2月号[124]
- 天地の朱（林ふみの）
- 橙星（群青）
- DOLLS（naked ape）： - 2012年11月号[53]
- DAWN 〜冷たい手（上田信舟）
- 当世幻想博物誌（片山愁）：2009年10月号[86] -
- とかげ（灰原薬）

### な行
- 何時何分地球が何回まわったら（コミック：星野詞、シナリオ：待田堂子、原案・原作：DMM music・40mP）：2022年10月号 - 2023年11月号

### は行
- 廃墟サークル（渡辺ゆうな、原作：ゆうきあずさ）：2010年11月号[113] - 2012年7月号[96]
- 伯爵家御用達（篠原花那、原作：高殿円）
- 幕末Rock-howling soul-（上田信舟、原作：マーベラス）：2014年5月号[56] - 2015年9月号[72]
- 芭喰禄（御守リツヒロ）：2012年6月号[125] -
- ハスク・エディン　husk of Eden（如月芳規）：2012年7月号[96] - 2015年1月号[126]
- 破天荒遊戯（遠藤海成）→『ゼロサムオンライン』に移籍
- バトラビッツ（雨市）：2014年11月号[127] -
- 華園ファンタジカ（上田信舟）：2011年12月号[128] -
- ハルシオン（naked ape）：2014年8月号[129] - 2016年4月号[130]
- 春の呪い（小西明日翔）：2016年1月号[131] - 2017年1月号[112]
- バンパイアドール・ギルナザン（雁えりか）
- ピカピカ家畜（厘のミキ）：2008年2月号[132] -
- 光（凛野ミキ）
- 悲劇の元凶となる最強外道ラスボス女王は民の為に尽くします。〜To The Savior〜（作画：かわのあきこ、原作：天壱、キャラクター原案：鈴ノ助、ネーム構成：こがわみさき）：2023年8月号[133] - 2025年2月号[98]
- ヒトキリシェアハウス（片桐いくみ、原作：二宮愛）：2016年4月号[130] -
- ひとでなしの恋恋口（ぺぷ）：2015年11月号[43] -
- ヒプノシスマイク -Division Rap Battle- side F.P & M（城キイコ、シナリオ：百瀬祐一郎、原作：EVIL LINE RECORDS）：2019年2月号[134] - 2020年4月号
  - ヒプノシスマイク -Division Rap Battle- side F.P & M＋（城キイコ、シナリオ：百瀬祐一郎、原作：EVIL LINE RECORDS）：2021年1月号[135]、2021年3月号[75] - 2023年11月号
- 貧乏令嬢の勘違い聖女伝 〜お金のために努力してたら、王族ハーレムが出来ていました!?〜（漫画：遊行寺たま、原作：馬路まんじ、キャラクター原案：ひさまくまこ）：2021年1月号[135] - 2023年10月号
- 百花繚乱録（蒔原櫻子、原作：高殿円）：2013年1月号[136] - 2015年1月号[126]
- ファイアーエムブレムif ニーベルングの宝冠（遊行寺たま、原案協力：任天堂株式会社・株式会社インテリジェントシステムズ）：2017年3月号[137] -
- 舞台に咲け!（春園ショウ）：2020年6月号[64] - 2023年9月号[138]
- +C sword and cornett（遊行寺たま）： - 2012年12月号[139]
- planetary*（さくら真呂）：2010年4月号[105] -
- フローズンアップル（蒼月ユズ）： - 2011年1月号
- ヘイセイプロジェクト -イミテーションヒーロー-（荻なつみ、原作・監修：じっぷす、ストーリー協力：柄本和昭、コミック版キャラクターデザイン：藤野コウ）：2015年1月号[126] - 2016年2月号[121]
- 僕×｛おネエマフィア＋任侠ヤクザ｝（ZIRMELI）： - 2018年4月号[61]
- 星の雨 月の下僕（喜久田ゆい）

### ま行
- 魔界王子 devils and realist（雪広うたこ、原作：高殿円）：2009年12月号[140] - 2018年4月号[61]
- 禍つヴァールハイト ひとつきりの魔導書（遊行寺たま、原案協力：KLabGames）：2020年3月号[141] - 2020年8月号[66] ※短期集中連載[141]
- マクロスΔ　黒き翼の白騎士（藤小豆、ストーリー原案：｢マクロスΔ｣より、監修：河森正治）：2016年6月号[101] -
- Magical×Miracle（水谷悠珠）
- MAGiMAGi（鈴木次郎）
- マジョリン（よねやませつこ）：2009年5月号[1] - 2010年10月号[95]
- 魔法使いの猫（喜久田ゆい）：2010年1月号[142] -
- 魔法使いの約束（シノノメウタ、原作・シナリオ：都志見文太/coly、キャラクターデザイン原案：ダンミル）：2020年6月号[64] - 2024年2月号[143]
- 魔法使い養成専門 マジックスター学院🟌🟌🟌（南澤久佳）
- 未完成サイコロトニクス（高山しのぶ）：2017年11月号[144] - 2019年12月号[85]
- 水の旋律 幻沫謡（如月芳規、原作：株式会社キッド）
- 冥界噺（凛野ミキ）
- メメント†モリ（くさなぎ俊祈）：2012年12月号[139] -
- モノクローム・ガーデン（夢路行）

### や行
- 闇メイドが支配する！（八坂アキヲ・相川有）：2022年7月号 - 2024年4月号[145]
- ヤンキー漫画に転生したら、何故か総長に餌付けされてます。（キャラクター原案・漫画：むぎちゃぽよこ、原作：ビス）：2023年5月号[146] - 2024年10月号[147]
- 勇者の嫁になりたくて(￣∇￣)ゞ（キャラクター原案・コミック：山朋洸、原作：鐘森千花伊）：2020年3月号[135] - 2021年1月号[148]

### ら行
- LOVE & HATE（黒野ユウ、原作：宇佐義大）：2016年2月号[121] - 2017年2月号[90]
- LibraryCross∞〜The Lost Memory〜（さっちゃん、原作：オトメイト・WFS）：2018年10月号[36] - 2019年8月号[63]
- 嵐雪記（片山愁）
- ロンググッドバイ マイハニー（雨宮由樹・市原ゆき乃）：2021年4月号[141] - 2023年3月号[149]

### わ行
- ワールドエンド：デバッガー（御守リツヒロ）： - 2016年2月号[121]

## 映像化

### アニメ化作品
| 作品                        | 放送年                 | アニメーション制作 | 備考・出典      |
| --------------------------- | ---------------------- | ------------------ | --------------- |
| 最遊記RELOAD                | 2003年-2004年（第1作） | ぴえろ             | OVAあり         |
| 最遊記RELOAD                | 2004年（第2作）        | ぴえろ             | OVAあり         |
| 最遊記RELOAD                | 2022年（第3作）        | ライデンフィルム   | OVAあり         |
| LOVELESS                    | 2005年                 | J.C.STAFF          | [ 154 ]         |
| 破天荒遊戯                  | 2008年                 | スタジオディーン   | [ 155 ]         |
| あまつき                    | 2008年                 | スタジオディーン   | [ 156 ]         |
| 07-GHOST                    | 2009年                 | スタジオディーン   | [ 157 ]         |
| カーニヴァル                | 2013年                 | マングローブ       | [ 158 ]         |
| 魔界王子 devils and realist | 2013年                 | 動画工房           | [ 159 ]         |
| ストレンジ・プラス          | 2014年（第1期、第2期） | セブン             | [ 160 ] [ 161 ] |
| 最遊記RELOAD BLAST          | 2017年                 | プラチナビジョン   | [ 162 ]         |
| 神クズ☆アイドル             | 2022年                 | Studio五組         | [ 163 ]         |

| 作品         | 発売年        | アニメーション制作     | 備考・出典 |
| ------------ | ------------- | ---------------------- | ---------- |
| 最遊記外伝   | 2011年        | Anpro                  | [ 164 ]    |
| WILD ADAPTER | 2014年-2015年 | Anpro Creators in Pack | [ 165 ]    |
| Landreaall   | 2017年        | ウィルパレット         | [ 166 ]    |

### 実写化
| 作品             | 放送年 | 備考・出典 |
| ---------------- | ------ | ---------- |
| 拝み屋横丁顛末記 | 2006年 | [ 167 ]    |
| 春の呪い         | 2021年 | [ 168 ]    |

## ラジオ
2003年10月から2005年9月まで放送。パーソナリティは声優の高橋広樹と鈴村健一で、コミックZERO-SUMの情報提供だけでなく連載中の作品をラジオドラマ（一部）として演じるなどをしていた。このラジオドラマはコミックZERO-SUMのプレゼントクイズとなっていた。
- 放送時間
2003年10月から2004年3月まで　毎週月曜日　21:00-21:30
2004年 4月から2004年 9月まで  毎週火曜日　25:30-26:00（枠移動）
2004年10月から2005年3月まで　毎週金曜日　21:00-21:30（枠移動）
2005年 4月から2005年 9月まで  毎週木曜日  20:30-21:00（枠移動）

| 文化放送 月曜21:00〜21:30枠                                   | 文化放送 月曜21:00〜21:30枠 | 文化放送 月曜21:00〜21:30枠                         |
| 前番組                                                        | 番組名                      | 次番組                                              |
| ------------------------------------------------------------- | --------------------------- | --------------------------------------------------- |
| 小倉優子のラジオトゥルーラブストーリー ウキウキ♥りんこだプー! | Radio ZERO-SUM              | アニプレックスアワー オー!NARUTOニッポン            |
| 文化放送 火曜25:30〜26:00枠                                   |                             |                                                     |
| 長澤奈央とangelaのオラ！ラヂ～オ                              | Radio ZERO-SUM              | 野川さくらのマシュマロ♪たいむ                       |
| 文化放送 金曜21:00〜21:30枠                                   |                             |                                                     |
| 集英学園乙女研究部                                            | Radio ZERO-SUM              | ザ・ステージ                                        |
| 文化放送 木曜日20:30〜21:00枠                                 |                             |                                                     |
| 斉藤一美のS/N/A/P （19:00〜21:00）                            | Radio ZERO-SUM              | 竹内靖夫の電リク・ハローパーティー （18:00〜21:00） |